# Серджіо Падт
Серджіо Падт (нід. Sergio Padt, нар. 6 червня 1990, Гарлем) — нідерландський футболіст, воротар болгарського клубу «Лудогорець». Виступав також за низку нідерландських клубів. Володар Кубка Нідерландів. Чотириразовий чемпіон Болгарії. Дворазовий володар Кубка Болгарії та чотириразовий володар Суперкубка Болгарії.

## Клубна кар'єра
Серджіо Падт народився 1990 року в місті Гарлем, та є вихованцем футбольної школи клубу «Аякс». У 2009 році воротаря перевели до основної команди клубу, проте в основному складі амстердамської команди так і не зіграв, і в 2010—2011 роках грав у оренді в клубах «Гарлем» і «Гоу Егед Іглз».
У 2011 році Падт перейшов до бельгійського клубу«Гент», у якому грав до 2014 року. У 2014 році футболіст став гравцем нідерландського клубу «Гронінген», де швидко став основним воротарем, зігравши до 2021 року 228 матчів у чемпіонаті країни. У складі «Гронінгена» гравець у сезоні 2014—2015 років став володарем Кубка Нідерландів.
У 2021 році Серджіо Падт став гравцем болгарського клубу «Лудогорець». У складі болгарської команди нідерландський воротар став основним голкіпером команди, та чотири рази поспіль став чемпіоном Болгарії, а також став дворазовим володарем Кубка Болгарії та чотириразовим володарем Суперкубка Болгарії

## Виступи за збірну
Протягом 2010—2012 років Серджіо Падт грав у складі молодіжної збірної Нідерландів. На молодіжному рівні зіграв у 4 офіційних матчах.

## Титули і досягнення
- Володар Кубка Нідерландів (1):

«Гронінген»: 2014–2015
- Чемпіон Болгарії (4):

«Лудогорець»: 2021–2022, 2022–2023, 2023–2024, 2024–2025
- Володар Кубка Болгарії (2):

«Лудогорець»: 2022–2023, 2024–2025
- Володар Суперкубка Болгарії (4):

«Лудогорець»: 2021, 2022, 2023, 2024